# アンナ・ホルマン

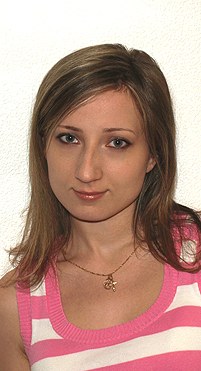
アンナ・ホルマン（2009年）

アンナ・ホルマン（Anna Hollmann、1983年2月13日 - ）は、ドイツの漫画家である。

## 人物
13歳の頃からセーラームーンのファンイラストを書き始める。当時は、漫画家になるという自覚があったわけではなく、姉妹と競争することで上達を目指した。2003年に、本格的な日本漫画のスタイルを導入。当初はAnimexxというウェブコミュニティにおいてStupid Storyというやおい自作漫画を公開していたが、一部がSchwarzer Turm社を通じて商業出版されたことにより、漫画家としてデビューした。2008年からは、大手出版社であるTOKYOPOP社を通じて、Stupid Storyの連載を継続中。同作品は、2008年および2009年にSondermannドイツ漫画賞を連続受賞しており、2009年にはAnimaniA賞受賞作にも選ばれた。

## 作風
描画にあたって特に参考にしている漫画家はいないと答えたが、好きな漫画家として氷栗優、やまねあやの、安永圭の3人を挙げている。ボーイズラブ漫画家として世界的に有名なやまねあやのの名前が挙がったことからも分かるように、ホルマンの代表作Stupid Storyもボーイズラブ漫画であり、絵柄の各所に日本の少女漫画ないしやおい漫画の伝統的なスタイルが見られる。彼女自身も、仮に自分の作風を定義するとしたら、少女漫画スタイルであろうと答えた。作画にあたっては、Adobe Photoshopを活用している。

## 作品
- One Sommerday (2005年)
- Stupid Story (2008年 - )
- King of Animexx (2010年)